# Arandela

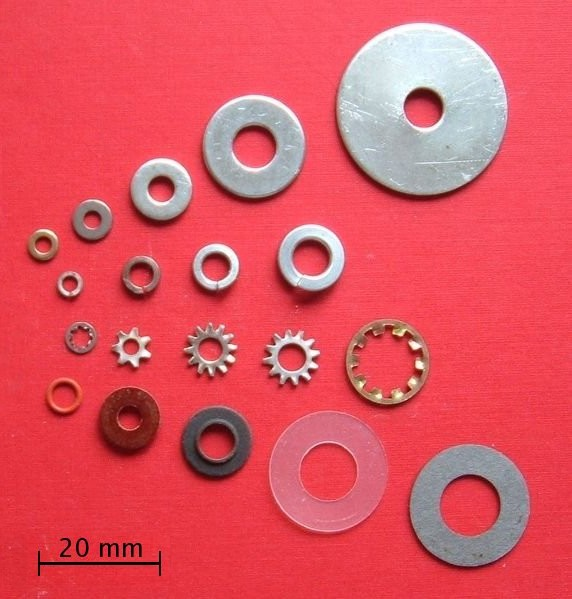
Arandelas ordenadas en hileras (de arriba abajo): planas, partidas, de estrella (de dientes internos y externos) y de aislamiento.

Una arandela es un elemento de montaje con forma de disco delgado con un agujero usualmente en el centro (corona circular), siendo su uso más frecuente el sentar tuercas y cabezas de tornillos. Usualmente se utilizan para soportar una carga de apriete. Entre otros usos pueden estar el de espaciador, de resorte, dispositivo indicador de precarga y como dispositivo de seguro. También existen arandelas de estrella, con dientes internos y externos.
Las arandelas normalmente son de metal o de plástico. Los tornillos con cabezas de alta calidad requieren de arandelas de algún metal duro para prevenir la pérdida de precarga una vez que el par de apriete es aplicado. Los sellos de hule o fibra usados en tapas y juntas para evitar la fuga de líquidos (agua, aceite, etc.) en ocasiones son de la misma forma que una arandela pero su función es distinta.
Las arandelas también son importantes para prevenir la corrosión galvánica, específicamente aislando los tornillos de metal de superficies de aluminio.
Se les conoce también como golillas en Chile y en el norte de México como guachas o guasas por su nombre en inglés: Washer.

## Tipos de arandelas
La mayoría de las arandelas se pueden clasificar en tres tipos amplios;
- Arandelas planas, que distribuyen una carga y evitan daños a la superficie que se está fijando, o proporcionan algún tipo de aislamiento, como aislamiento eléctrico.
- Arandelas elásticas, que tienen flexibilidad axial y se utilizan para evitar que se sujeten o aflojen debido a las vibraciones.
- Arandelas de seguridad, que impiden la fijación o el aflojamiento al impedir la rotación de desenroscado del dispositivo de fijación; las arandelas de bloqueo suelen ser también arandelas elásticas.

### Arandelas planas
| Nombre(es)                                                                                       | Imagen | Descripción |
| ------------------------------------------------------------------------------------------------ | ------ | --- |
| Arandela simple (o "arandela plana")                                                             |        | Un anillo, a menudo de metal, utilizado para repartir la carga de una sujeción atornillada. Además, se puede usar una arandela plana cuando el orificio tiene un diámetro mayor que la tuerca de fijación. |
| Arandela plana - Fender washer (E.E.U.U), penny washer, mudguard washer, or "repair washer" (RU) |        | Una arandela plana con un diámetro exterior particularmente grande en proporción a su orificio central. Estos se usan comúnmente para distribuir la carga en láminas de metal delgadas y reciben su nombre por su uso en guardabarros de automóviles. También se pueden usar para hacer una conexión a un orificio que se ha agrandado debido al óxido o al desgaste. En el Reino Unido, el nombre proviene originalmente del tamaño del antiguo centavo británico. En el Reino Unido, la mayoría de las industrias se refieren a todas las arandelas de gran diámetro exterior como arandelas de centavo, incluso cuando el diámetro exterior es hasta el doble del tamaño del viejo centavo. Una forma arcaica de esta arandela se vendía como "reparador de ollas", generalmente en pequeñas cantidades a través de una ferretería minorista. Esto incluía dos arandelas, una tuerca y un perno, y una arandela de sellado de caucho, corcho o lámina de fibra. Se pueden usar para sellar pequeños orificios, manchas de óxido o conexiones de tuberías extraídas en tanques de agua o grandes recipientes para cocinar. |
| Tuerca de arandela esférica y tornillo                                                           |        | Parte de una tuerca autoalineable; es una arandela con una superficie redondeada, que está diseñada para usarse junto con una tuerca de acoplamiento para permitir varios grados de desalineación entre las piezas. |
| Placa de anclaje o arandela de pared                                                             |        | Una placa o arandela grande conectada a una barra de unión o perno. Las placas de anclaje se utilizan en paredes exteriores de edificios de mampostería, para refuerzo estructural. Al ser visibles, muchas placas de anclaje se fabrican en un estilo decorativo. |
| Arandela de torsión                                                                              |        | Usado en carpintería en combinación con un perno de carruaje; tiene un orificio cuadrado en el centro en el que encaja el perno cuadrado. Los dientes o puntas de la arandela muerden la madera, evitando que el perno gire libremente cuando se aprieta una tuerca. |

## Tipo y forma

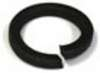
Arandela de presión Grower

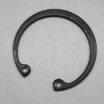
Arandela de circlip para sujetar retenes

La norma internacional ISO 10673 sobre arandelas planas establece dimensiones estándar para las arandelas planas.En la tabla siguiente  d es el diámetro nominal interior, t el espesor y  D el diámetro exterior (dimensiones en mm):
| Tipo | S (estrecha) | S (estrecha) | N (normal) | N (normal) | L (ancha) | L (ancha) |
| ---- | ------------ | ------------ | ---------- | ---------- | --------- | --------- |
| d    | t            | D            | t          | D          | t         | D         |
| 1,6  | 0,5          | 3,5          | 0,5        | 5          | 0,5       | 6         |
| 2    | 0,6          | 4,5          | 0,6        | 5          | 0,6       | 6         |
| 2,5  | 0,6          | 5            | 0,6        | 6          | 0,6       | 8         |
| 3    | 0,6          | 6            | 0,6        | 7          | 0,8       | 9         |
| 4    | 0,8          | 8            | 0,8        | 9          | 1         | 12        |
| 5    | 1            | 9            | 1          | 10         | 1         | 15        |
| 6    | 1,6          | 11           | 1,6        | 12         | 1,6       | 18        |
| 8    | 1,6          | 15           | 1,6        | 16         | 2         | 24        |
| 10   | 2            | 18           | 2          | 20         | 2,5       | 30        |
| 12   | 2            | 20           | 2,5        | 24         | 3         | 37        |
| 16   | 3            | 30           | 3          | 32         | 3         | 40        |
| 20   | 3            | 36           | 3          | 40         | 3         | 50        |
| 24   | 4            | 45           | 4          | 50         | 4         | 60        |
| 30   | 4            | 52           | 4          | 60         | 4         | 70        |

El Instituto Nacional Estadounidense de Estándares (ANSI) proporciona estándares para arandelas planas de uso general. El tipo A es una serie de arandelas de acero con amplias tolerancias, donde la precisión no es crítica. Las arandelas tipo B son una serie de juntas con un ceñido aguante donde los diámetros se definen como estrechos, regulares o anchos según el tamaño específico del tornillo. El "Tipo" no debe confundirse con "forma" (pero a menudo lo es). El estándar británico para arandelas de metal de la serie métrica (BS4320), escrito en 1968, acuñó el término "forma". Las formas van de la A a la G y dictan el diámetro exterior y el grosor de las arandelas planas.
Arandela plana:
- Arandela normal, DIN 125
- Arandela ancha, DIN 90218
- Arandela gruesa, DIN 433

Arandelas de presión:
- Arandela Grower, DIN 127
- Arandela Belleville, DIN 6796
- Muelles de platillo, DIN 2093

Arandela dentada:
- Forma A, dentado externo, DIN 6798A
- Forma B: diámetro normal y grosor liviano
- Forma C: diámetro de talla grande y grosor normal
- Forma D: diámetro de talla grande y grosor liviano
- Forma E: diámetro de talla grande y grosor normal
- Forma F: diámetro de talla grande y grosor normal
- Forma G, mayor diámetro y gran espesor[10]
- Forma J, dentado interno, DIN 6798J

## Arandelas especiales
- Arandela cónica
- Arandela de circlip (Seeger) para sujetar retenes.
- Arandela de cuero

## Acerca de las arandelas elásticas de seguridad tipo Grower
Las arandelas elásticas helicoidales de seguridad tienen un amplio uso en muchos tipos de montajes industriales. La hélice absorbe inicialmente el par de apriete, hasta que se hace plana—desaparece la hélice— bajo la presión de la carga de trabajo, o de apriete, o de ajuste. Luego que la arandela grower queda cerrada (aplastada) por efecto de la carga de ajuste aplicada al conjunto que la contiene, se la ve como una arandela plana. Si se aplica una sobrecarga a este conjunto, la arandela grower tiende a producir una deformación que aumenta el diámetro interior y provoca además una variación lateral en su forma. El uso de arandelas de seguridad elásticas helicoidales —grower— asegura en las uniones atornilladas una efectiva sujeción y una uniforme distribución de las cargas. Cuando en la unión efectuada se disminuye la carga de ajuste por efecto de las vibraciones de trabajo del conjunto ensamblado (se afloja la unión) la arandela grower provee la resistencia al aflojamiento del conjunto bulón (tornillo y tuerca, o tornillo y pieza roscada, o pieza roscada y tuerca).
Las normas prevén dos alternativas de fabricación: una con extremos lisos, y la otra con extremos levantados (Tipo A). Esta última versión es la más adecuada para uniones donde asegurarse una buena conexión eléctrica dando adecuada continuidad a la unión cable, como ser en instalaciones de transmisión de energía de alta, media, y baja tensión.
Las arandelas grower pueden ser fabricadas en diferentes tipos de materiales según la aplicación requerida:
- Aceros de alto carbono para resortes, calidad SAE 1070 y deben ser templadas y revenidas.
- Aceros aleados.
- Aceros inoxidables, para uso en la industria alimenticia, en la industria química y petroquímica por su resistencia a la corrosión.
- Titanio, usado en ambientes sometidos a altas temperaturas y mayores efectos corrosivos.
- Bronce silicio, para uso en aplicaciones marinas.

Su presentación superficial puede ser natural, zincadas electrolíticamente, galvanizadas por inmersión en caliente, o zincadas y galvanizadas mecánicamente.

## Materiales
Las arandelas se pueden fabricar con una variedad de materiales que incluyen, entre otros:
- Acero – Acero al carbono, acero para muelles, Acero inoxidable A2 (304) y A4 (316/316L)
- Metal no ferroso – Cobre, latón, aluminio, titanio, hierro, bronce y zinc
- Aleación – Bronce de silicio, Inconel, Monel y Hastelloy
- Plástico – Termoplásticos y polímeros termoendurecibles como polietileno, PTFE (teflón)[14]
- Nylon – Nylon 6, Nylon 66, Nylatron y Tecamid MDS[15]
- Especialidad: fibra, cerámica, caucho natural, caucho, fieltro, cuero, bimetales y mica.
- Fenólico: el material tiene un buen aislamiento eléctrico, es liviano, resistente, tiene poca absorción de humedad, es resistente al calor y es resistente a los productos químicos y la corrosión. Las arandelas fenólicas sustituyen a las arandelas planas metálicas en los casos en que se requiera aislamiento eléctrico. Las arandelas fenólicas se estampan en láminas grandes del material fenólico. El término "arandela fenólica" se usa a veces para arandelas estampadas de materiales laminados como papel, lona y Mylar.

### Resistencia a la corrosión
Se utilizan varias técnicas para mejorar las propiedades resistentes a la corrosión de ciertos materiales de arandela:
- Recubrimientos metálicos: los recubrimientos típicos que se utilizan para producir arandelas resistentes a la corrosión son zinc, cadmio y níquel. El revestimiento de zinc actúa como una capa superficial de sacrificio que es víctima de los materiales corrosivos antes de que se dañe el material de la arandela. El cadmio produce una superficie protectora de alta calidad, pero es tóxico, tanto biológica como ambientalmente. Los recubrimientos de níquel agregan protección contra la corrosión solo cuando el acabado es denso y no poroso.
- Galvanoplastia: este método consiste en recubrir la arandela mediante deposición electrolítica utilizando metales como cromo o plata.
- Fosfatado: se logra una superficie resistente, pero abrasiva mediante la incorporación de una capa de fosfato de zinc y aceite protector contra la corrosión.
- Dorado o azulado: exponer la arandela (típicamente acero) a un compuesto químico o una solución salina alcalina provoca una reacción química de oxidación, que da como resultado la creación de una superficie coloreada resistente a la corrosión. La integridad del recubrimiento se puede mejorar tratando el producto terminado con un aceite que desplaza el agua.
- Enchapado químico: esta técnica utiliza una aleación de níquel-fósforo que se precipita sobre la superficie de la arandela, creando una superficie extremadamente resistente a la corrosión y la abrasión.[16]

## Dimensiones de las arandelas planas métricas estándar
Las arandelas de tamaños métricos estándar equivalentes a BS4320 Forma A se enumeran en la tabla siguiente. Las medidas de la tabla se refieren a las dimensiones de las arandelas descritas en el dibujo. Las especificaciones para arandelas planas métricas estándar se conocían como DIN 125 (retiradas) y se sustituyeron por ISO 7089. Las normas DIN (Deutsches Institut für Normung - Instituto Alemán de Normalización) se publican para una gran variedad de componentes, incluidos los elementos de fijación industriales, como las arandelas planas métricas DIN 125. Las normas DIN siguen siendo habituales en Alemania, Europa y el resto del mundo, a pesar de que se está produciendo la transición a las normas ISO. Las normas DIN siguen utilizándose para piezas que no tienen equivalentes ISO o para las que no hay necesidad de normalización.
| Tornillo nominal dimensión, M (mm) | Tornillo nominal dimensión, M (mm) | Paso del tornillo rosca, P (mm) | Paso del tornillo rosca, P (mm) | Diámetro (mm)       | Diámetro (mm)        | Espesor, H (mm) |
| 1.ª opción                         | 2.ª opción                         | Gruesa                          | Fina                            | Agujero interno, d1 | Agujero, externo, d2 | Espesor, H (mm) |
| ---------------------------------- | ---------------------------------- | ------------------------------- | ------------------------------- | ------------------- | -------------------- | --------------- |
| 1                                  |                                    | 0.25                            |                                 | 1.1                 | 3                    | 0.3             |
| 1.2                                |                                    | 0.25                            |                                 | 1.3                 | 3.5                  | 0.3             |
|                                    | 1.4                                | 0.3                             |                                 | 1.5                 | 4                    | 0.3             |
| 1.6                                |                                    | 0.35                            |                                 | 1.7                 | 4                    | 0.3             |
|                                    | 1.7                                |                                 |                                 | 1.8                 | 4.5                  | 0.3             |
|                                    | 1.8                                | 0.35                            |                                 |                     |                      |                 |
| 2                                  |                                    | 0.4                             |                                 | 2.2                 | 5                    | 0.3             |
| 2.5                                |                                    | 0.45                            |                                 | 2.7                 | 6                    | 0.5             |
|                                    | 2.6                                |                                 |                                 | 2.8                 | 7                    | 0.5             |
| 3                                  |                                    | 0.5                             |                                 | 3.2                 | 7                    | 0.5             |
|                                    | 3.5                                | 0.6                             |                                 | 3.7                 | 8                    | 0.5             |
| 4                                  |                                    | 0.7                             |                                 | 4.3                 | 9                    | 0.8             |
| 5                                  |                                    | 0.8                             |                                 | 5.3                 | 10                   | 1               |
| 6                                  |                                    | 1                               | 0.75                            | 6.4                 | 12                   | 1.6             |
|                                    | 7                                  | 1                               |                                 | 7.4                 | 14                   | 1.6             |
| 8                                  |                                    | 1.25                            | 1                               | 8.4                 | 16                   | 1.6             |
| 10                                 |                                    | 1.5                             | 1.25 or 1                       | 10.5                | 20                   | 2               |
| 12                                 |                                    | 1.75                            | 1.5 or 1.25                     | 13                  | 24                   | 2.5             |
|                                    | 14                                 | 2                               | 1.5                             | 15                  | 28                   | 2.5             |
| 16                                 |                                    | 2                               | 1.5                             | 17                  | 30                   | 3               |
|                                    | 18                                 | 2.5                             | 2 or 1.5                        | 19                  | 34                   | 3               |
| 20                                 |                                    | 2.5                             | 2 or 1.5                        | 21                  | 37                   | 3               |
|                                    | 22                                 | 2.5                             | 2 or 1.5                        | 23                  | 39                   | 3               |
| 24                                 |                                    | 3                               | 2                               | 25                  | 44                   | 4               |
|                                    | 27                                 | 3                               | 2                               | 28                  | 50                   | 4               |
| 30                                 |                                    | 3.5                             | 2                               | 31                  | 56                   | 4               |
|                                    | 33                                 | 3.5                             | 2                               | 34                  | 60                   | 5               |
| 36                                 |                                    | 4                               | 3                               | 37                  | 66                   | 5               |
|                                    | 39                                 | 4                               | 3                               | 40                  | 72                   | 6               |
| 42                                 |                                    | 4.5                             | 3                               | 43                  | 78                   | 7               |
|                                    | 45                                 | 4.5                             | 3                               | 46                  | 85                   | 7               |
| 48                                 |                                    | 5                               | 3                               | 50                  | 92                   | 8               |
|                                    | 52                                 | 5                               | 4                               | 54                  | 98                   | 8               |
| 56                                 |                                    | 5.5                             | 4                               | 58                  | 105                  | 9               |
|                                    | 60                                 | 5.5                             | 4                               | 62                  | 110                  | 9               |
| 64                                 |                                    | 6                               | 4                               | 66                  | 115                  | 9               |
|                                    | 68                                 |                                 |                                 | 70                  | 120                  | 10              |
| 72                                 |                                    |                                 |                                 | 74                  | 125                  | 10              |
|                                    | 76                                 |                                 |                                 | 78                  | 135                  | 10              |
| 80                                 |                                    |                                 |                                 | 82                  | 140                  | 12              |
|                                    | 85                                 |                                 |                                 | 87                  | 145                  | 12              |
| 90                                 |                                    |                                 |                                 | 93                  | 160                  | 12              |
|                                    | 100                                |                                 |                                 | 104                 | 175                  | 14              |

## Para más información
- Parmley, Robert. (2000). "Section 11: Washers." Illustrated Sourcebook of Mechanical Components. New York: McGraw Hill. ISBN 0070486174 Dibujos, diseños y discusión de varios usos de las arandelas.